# Матвеевка (Калининградская область)
Матвеевка — посёлок в Гурьевском городском округе Калининградской области. Входил в состав Низовского сельского поселения (упразднён в 2014 году).

## История
В 1946 году Германсхоф был переименован в поселок Матвеевка.

## Население
| 2002 | 2010 |
| ---- | ---- |
| 31   | ↗34  |